# Vladimir Jugović
Vladimir Jugović (szerbül: Владимир Југовић; Milutovac, 1969. augusztus 30. –) szerb labdarúgó-középpályás.
Milutovacban, egy Trstenik melletti faluban, a Szerbia Szocialista Népköztársaságban, Jugoszláviában született, számos európai élcsapatot megjárt, kétszeres BEK/BL-győztes (az FK Crvena zvezda és a Juventus csapatával). Generációja egyik legjobb szerb középpályásának tartják. Jugoszlávia színeiben részt vett az 1998-as labdarúgó-világbajnokságon.